# Rajnowa
Rajnowa dawniej Wola Rajnowa (ukr. Райнова) – wieś w rejonie samborskim (wcześniej w rejonie starosamborskim) obwodu lwowskiego Ukrainy. Wieś liczy około 259 mieszkańców. Podlega czaplewskiej silskiej radzie.
W 1921 r. liczyła około 395 mieszkańców. Przed II wojną światową należała do powiatu starosamborskiego.